# Jean-Marc Aveline
Jean-Marc Noël Aveline (Sidi Bel Abbès, 1958. december 26. –) francia katolikus pap, a Marseille-i főegyházmegye érseke, bíboros.

## Életrajz
Jean-Marc Aveline 1958. december 26-án született Sidi Bel Abbesben, Francia Algériában. Családja 1966-ban Marseille-be költözött. Édesapja vasúti dolgozó volt, és a család a Saint-Barthélemy negyedben lévő SNCF-lakásban élt. Marseille-ben a Lycée Victor-Hugo-ban, majd két évig a Lycée Thiers-ben tanult. Az avignoni egyházmegyeközi szemináriumban tanult 1977 és 1979 között. Ezután a párizsi Carmes Seminary-ba lépett, hogy az Institut Catholique de Paris-ban tanulhasson, ahol 2000-ben teológiai doktorátust szerzett. A Université Panthéon-Sorbonne-on filozófiából is szerzett licenciátust.
1984. november 3-án szentelték pappá a Marseille-i főegyházmegyében. Teológiát tanított és tanulmányi igazgató volt a marseille-i egyházmegyeközi szemináriumban, és plébániai munkát végzett a Saint-Marcel plébánián. A Saint-Pierre és Saint Paul plébániára költözve 1987-től 2007-ig az állandó képzés püspöki helynökeként szolgált. 1991-től 1996-ig a főegyházmegye hivatási szolgálatát vezette. 1992-ben megalapította a Marseille-i Vallástudományi és Hittudományi Intézetet (ISTR), amelynek a következő tíz évben igazgatója volt. 1995-től 2013-ig az Institut Saint-Jean igazgatója volt, amely 1998-ban a Mediterrán Katolikus Intézet lett, és társulást alakított ki a lyon-i teológiai karral. Emellett 1997 és 2007 között a Lyoni Katolikus Egyetem taológiai karán is tanított. 2007-ben a Marseille-i főegyházmegye általános helynöke lett.
2007-ben öt évre kinevezték a Vallásközi Párbeszéd Pápai Tanácsának konzultorává.

### Püspök
2013. december 19-én Ferenc pápa Simidicca címzetes püspökévé és Marseille segédpüspökévé nevezte ki. 2014. január 26-án a marseille-i székesegyházban Georges Pontier, Marseille érseke püspökké szentelte.
A Francia Püspöki Konferencián (CEF) belül 2017 óta vezeti a vallásközi kapcsolatok tanácsát.

### Érsek
2019. augusztus 8-án Ferenc pápa a Marseille-i főegyházmegye érsekévé nevezte ki, szeptember 15-én iktatták be. 2022. július 13-án Ferenc pápa a Püspöki Dikasztérium tagjává nevezte ki.

### Bíboros
Ferenc pápa 2022. augusztus 27-én bíborossá kreálta és a Santa Maria ai Monti templomot jelölte ki címtemplomául.
2024. szeptember 17-én Ferenc pápa kinevezte Aveline-t a Szentszék különmegbízottjává a Québeci főegyházmegye 350. évfordulójának szeptember 20-22-i ünnepségére.
2024. október 23-án a Püspöki Szinódus Aveline-t a Szinódusi Főtitkárság rendes tanácsának tagjává választotta.

## Címer
|  | Jelmondat: QUE TOUT CE PASSE SELON TA PAROLE Történjék szavaid szerint |